# Macronyx
Macronyx is een geslacht van zangvogels uit de familie van de kwikstaarten en piepers (Motacillidae). Het geslacht telt 8 soorten. De soorten binnen het geslacht zijn over het algemeen vrij klein en hebben een lange staart.

## Soorten
- Macronyx ameliae – Roodkeellangklauw
- Macronyx aurantiigula – Panganilangklauw
- Macronyx capensis – Kaapse langklauw
- Macronyx croceus – Geelkeellangklauw
- Macronyx flavicollis – Geelhalslangklauw
- Macronyx fuelleborni – Fülleborns langklauw
- Macronyx grimwoodi – Grimwoods langklauw
- Macronyx sharpei – Citroenpieper